# Daniel Beltramo
Daniel Óscar Beltramo (6 marzo 1970) è un allenatore di pallacanestro argentino.